# 포켓몬 스타디움 2
《포켓몬 스타디움 2》는 닌텐도 정보개발본부가 개발하고 닌텐도가 배급한 2000년 전략 비디오 게임이다. 1998년 처음 출시된 《포켓몬 스타디움》의 후속작으로, 《포켓몬스터》 시리즈 1세대 및 2세대 포켓몬 251마리가 전부 등장한다. 일본에선 《포켓몬 스타디움 금은》이라는 제목으로 발매됐다.
게임 내 배경은 포켓몬 배틀에 전문화된 도시 화이트 도시로, 본편과는 다르게 별도의 이야기없이 포켓몬 배틀에 집중된 게임플레이가 특징이다. 전작처럼 닌텐도 64 주변기기 '트랜스퍼 팩'을 통해 게임보이 게임들(《포켓몬스터 레드·그린》 및 《피카츄》)이나 게임보이 컬러 게임들(《포켓몬스터 금·은》 및 《크리스탈》)에서 플레이어의 포켓몬 데이터를 읽어 사용할 수 있다. 일본판에선 포켓몬 모바일 시스템을 통해 《크리스탈》의 포켓몬을 사용할 수 있었다.
2023년에 닌텐도 스위치 온라인의 익스팬션 팩 구독제를 통해 디지털 재발매됐다.

## 반응
《포켓몬 스타디움 2》는 리뷰 애그리게이터 웹사이트 메타크리틱에서 78/100점을 기록해 "대체적으로 긍정적인 평가"를 받았다.

## 참조

### 내용주
1. ↑  영어: Pokémon Stadium 2
2. ↑  일본어: ポケモンスタジアム 金銀